# Dubán Ramírez
Dubán Alberto Ramírez Rodríguez  es un exciclista  colombiano (nacido el 30 de diciembre de 1965 en Medellín, Antioquia) que debutó como profesional entre 1990 y 1998. Debutó 2 veces en los juegos olímpicos uno como amateur en los de Seúl 1988 y otro como profesional en los de Atlanta 1996.

## Palmarés
1987
- 2.º en la Clasificación General del Tour de Martinica
- 3.º en la Clasificación General de la Vuelta a Guatemala

1993
- 1 etapa en la Clásica Coljueces Cundinamarca
- 1° en la Vuelta al Valle del Cauca
- 2 en una etapa en la Vuelta a Colombia

1994
- 1° en la Vuelta al Valle del Cauca
- 1 etapa en la Clásica de Antioquia
- 1° en la Clásica del Viboral
- 1° en la Clásica Nortevallecaucana
- 1° en la Clásica Idea

1995
- 1 etapa en la Clásica Colprensa
- 2 etapa en el Clásico RCN
- 1 etapa en la Vuelta a Colombia
- 1 etapa en la Clásica Integración de la Guadua-Gobernación de Risaralda

1996
- 1 etapa en la Clásica a Itagüí
- 1 etapa en el Clásico RCN
- 1 etapa en la Vuelta a Colombia
- 1.º en la 5.ª etapa de la Vuelta a Boyacá

1997
- 1.º en la Vuelta a Cundinamarca
- 1.º en el Campeonato Panamericano en Contrarreloj

1998
- 1 etapa en la Vuelta a Cundinamarca
- 1 etapa en el Clásico RCN
- Campeón de Colombia Contrarreloj
- 2.º en el Campeonato Panamericano en Contrarreloj

1999
- 1 etapa en Vuelta a Colombia

## Resultados en lasgrandes vueltas
Durante su carrera deportiva consiguió los siguientes puestos en las Grandes Vueltas:
| Carrera         | 1991 |
| --------------- | ---- |
| Tour de Francia | -    |
| Giro de Italia  | 53.º |
| Vuelta a España | -    |